# Parlamentswahl in Australien 2019
- Labor: 68
- Greens: 1
- Unabh.: 3
- CA: 1
- Liberals: 44
- LNP: 23
- Nationals: 10
- KAP: 1

- Labor: 26
- Greens: 9
- Sonst.: 1
- CA: 2
- CLP: 1
- Liberals: 25
- LNP: 6
- Nationals: 3
- Conservatives: 1
- Nation: 2

Die Parlamentswahl in Australien 2019 fand am 18. Mai statt. Dabei wurde das insgesamt 46. australische Parlament gewählt. Das Repräsentantenhaus wurde vollständig neu gewählt, während im Senat 40 der 76 Sitze wiederbesetzt werden mussten. Es standen sich in der Hauptsache der amtierende Premierminister, der Parteivorsitzende der Liberal Party of Australia Scott Morrison, der von einer bürgerlichen Koalition aus Liberalen, der Liberal National Party und der National Party of Australia unterstützt wurde, und sein Herausforderer Bill Shorten, Parteivorsitzender der Australian Labor Party, gegenüber. Die Wahl wurde erneut knapp von den konservativen Koalitionsparteien gewonnen. Stärkste Einzelpartei wurde zum fünften Mal in Folge die Labor Party.

## Ausgangslage
Nach den Parlamentswahlen 2016 erreichte die bürgerliche Mitte-rechts-Koalition unter Führung von Malcolm Turnbull, die sich aus der Liberal Party of Australia (LPA), der Liberal National Party (LNP), der National Party of Australia (NPA) und der Country Liberal Party (CLP) zusammensetzt, eine äußerst knappe absolute Mehrheit von 76 der 150 Sitze im Repräsentantenhaus. Damit wurde die seit 2013 amtierende Regierung der bürgerlichen Koalition trotz deutlicher Stimmen- und Sitzverluste bestätigt. Spitzenkandidat der sozialdemokratischen Labor-Partei bei der Wahl 2016 war Bill Shorten, der sich in einer Kampfabstimmung um den Parteivorsitz im Oktober 2013 gegen Anthony Albanese durchsetzte und damit Kevin Rudd ablöste.
In der Folge übernahm er das Amt des Oppositionsführers für die Legislaturperioden 2013–2016 sowie 2016–2019. Auch bei dieser Wahl tritt er wieder als Spitzenkandidat an.
Bei der liberal-nationalen Koalition kam es zu einem Wechsel an der Spitze in der laufenden Legislaturperiode. Am 23. August 2018 wurde Scott Morrison neuer Parteivorsitzender der Liberal Party of Australia. Er löste Malcolm Turnbull ab, der dieses Amt seit September 2015 bekleidete, aber wegen schwacher Umfragewerte sowie schlechter Wahlergebnisse bei Nachwahlen in Queensland in die Kritik geraten war. Noch am selben Tag übernahm Morrison auch das Amt des Premierministers von Turnbull, sodass er bei dieser Wahl Spitzenkandidat der LPA ist.
Bedingt durch mehrere Nachwahlen verlor die liberal-nationale Koalition im Laufe der Legislaturperiode ihre absolute Mehrheit, da mehrere zuvor von den Koalitionsparteien besetzte Sitze an unabhängige Kandidaten gingen, die nicht immer bereit waren, die Regierung zu stützen. Von ursprünglich 76 der 150 Sitze im Repräsentantenhaus hielt die Mitte-rechts-Koalition im Mai 2019 noch 73 Sitze. Weiterhin unterstützt ein Abgeordneter der National Party die Regierung, welche nur mehr als Minderheitsregierung amtiert, da auch die oppositionelle Labor nicht die notwendige Mehrheit erreicht.
Weitere von 2016 bis 2019 mit je einem Sitz im Repräsentantenhaus vertretene Parteien waren die Australischen Grünen mit ihrem Abgeordneten Adam Bandt aus Melbourne, das Nick Xenophon Team mit Rebekha Sharkie im Wahlkreis Mayo (SA) und die nationalistisch-konservative und populistische Katter’s Australian Party. unter Führung von Bob Katter, der im Wahlkreis Kennedy ebenfalls in Queensland gewann. Hinzu kamen zwei unabhängige Kandidaten.
Während der Legislaturperiode benannte sich außerdem das Nick Xenophon Team in Centre Alliance um.
Im Senat, dem australischen Oberhaus, verfügten von 2016 bis 2019 weder die liberal-nationale Koalition noch die Labor-Partei über eine absolute Mehrheit. Dies ist in der Zweiten Kammer des australischen Parlaments jedoch die Regel, da anders als bei der Wahl zum Repräsentantenhaus in jedem einzelnen Bundesstaat und Territorium eine Art des personalisierten Verhältniswahlrechts angewandt wird, wovon vor allem die Grünen, die sich als drittstärkste Kraft bei Parlamentswahlen deutlich vor anderen Parteien etabliert haben, profitieren.

## Umfragen
Die Diagramme zeigen die Wahlumfragen über den Zeitraum der gesamten letzten Legislaturperiode hinweg. Der gleitende Durchschnitt wird jeweils durch eine Linie dargestellt.
|                         |                                                 |
| Zwei-Parteien-Präferenz | Präferenz unter Berücksichtigung aller Parteien |

## Spitzenkandidaten
Die Spitzenkandidaten aller nach den Parlamentswahlen im Repräsentantenhaus vertretenen Parteien und Koalitionen:

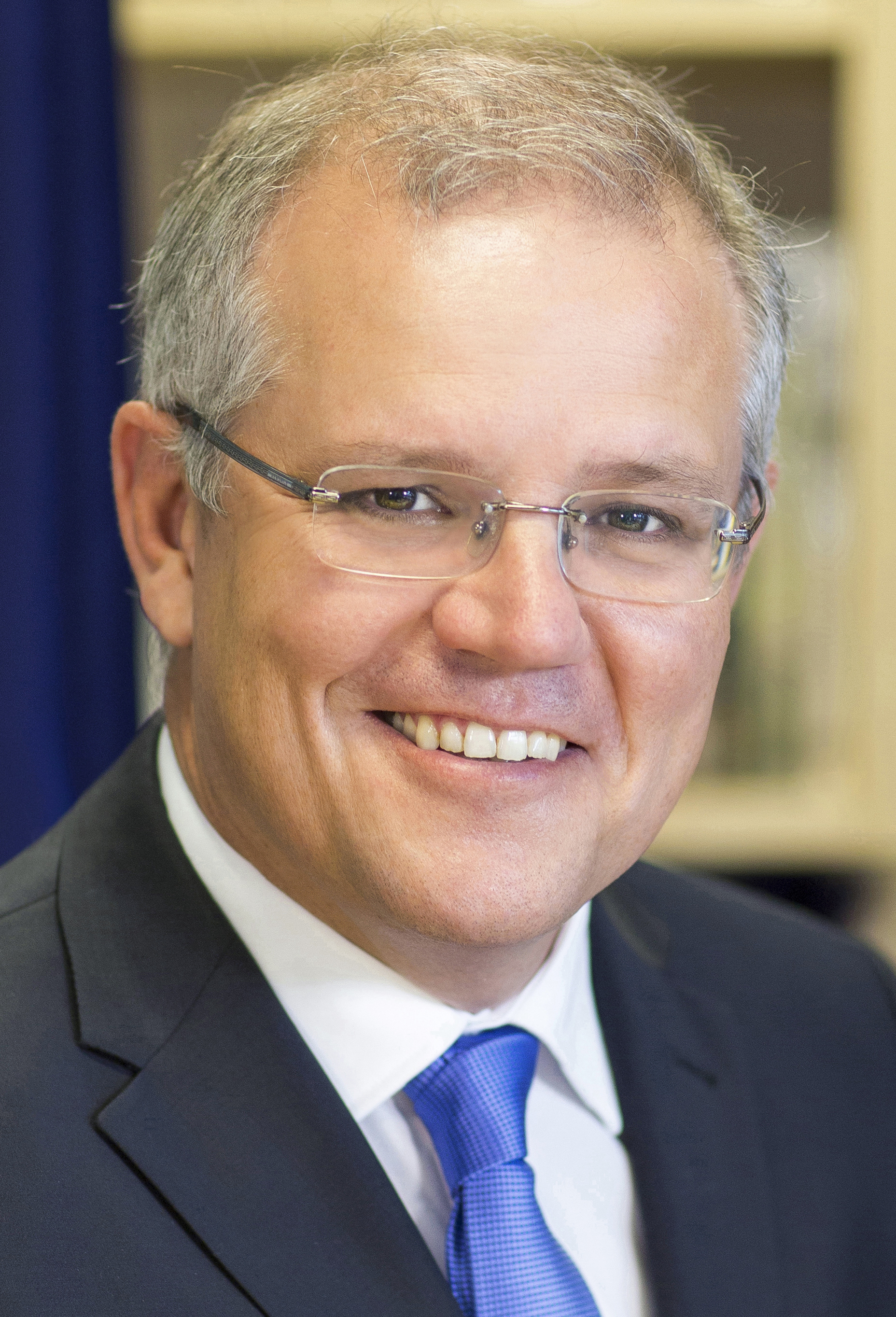
Scott Morrison, Premierminister (Liberal Party of Australia für die liberal-nationale Koalition)
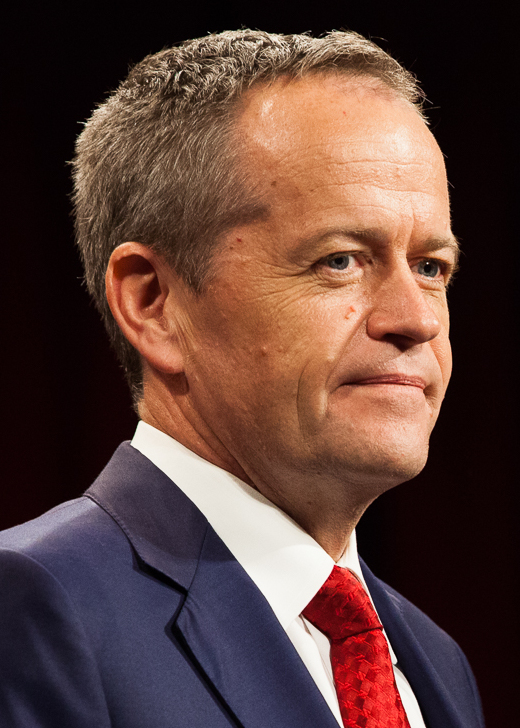
Bill Shorten, Oppositionsführer (Australian Labor Party)
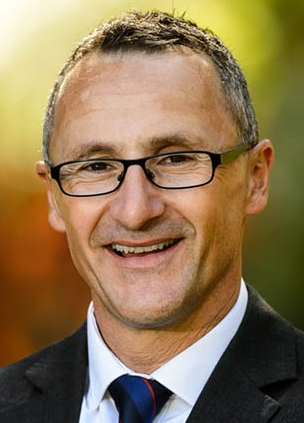
Richard Di Natale, Vorsitzender der Grünen
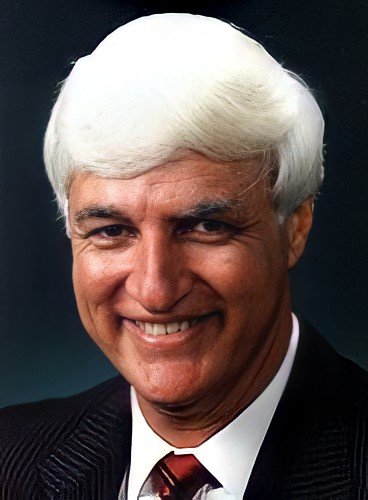
Bob Katter, Vorsitzender der Katter’s Australian Party

Die Centre Alliance, welche mit einem Sitz im Repräsentantenhaus vertreten ist, tritt ohne Spitzenkandidaten an.

## Wahlrecht
Gewählt werden alle 151 Mitglieder des Repräsentantenhauses für eine Amtszeit von drei Jahren, die Hälfte der 72 Senatoren der Bundesstaaten für eine Amtszeit von sechs Jahren sowie die vier Senatsmitglieder der Territorien für eine Amtszeit von drei Jahren.
Es besteht Wahlpflicht.
Die Wahl der Mitglieder des Repräsentantenhauses erfolgt in 151 Ein-Personen-Wahlkreisen. Dabei kommt das Instant-Runoff-Voting zum Einsatz. Jeder Wähler nummeriert die Kandidaten des Wahlkreises in der von ihm gewünschten Reihenfolge. Hierbei mussten unbedingt alle Kandidaten gereiht werden, andernfalls ist der Stimmzettel ungültig.
Für den Senat werden pro Bundesstaat jeweils sechs der zwölf Senatoren neu gewählt. Zusätzlich werden jeweils die zwei Senatoren der beiden Territorien neu gewählt. Die Tabelle zeigt die Ausgangslage im Senat vor der Wahl.
Bei den Senatswahlen wird die übertragbare Einzelstimmgebung angewandt. Jeder Wähler muss entweder mindestens zwölf Kandidaten oder mindestens sechs Parteien nummerieren.

### Umverteilung der Sitze im Repräsentantenhaus
Bedingt durch Veränderungen der Einwohnerzahl in den Bundesstaaten und Territorien wurde die Verteilung der Sitze auf die Gliedstaaten im Vergleich zur letzten Parlamentswahl verändert. Eine Übersicht der Umverteilung ist der Tabelle zu entnehmen.
| Bundesstaat, Territorium     | Sitze | Veränderung |
| ---------------------------- | ----- | ----------- |
| Neu-Süd-Wales                | 47    | ±0          |
| Victoria                     | 38    | +1          |
| Queensland                   | 30    | ±0          |
| Westaustralien               | 16    | ±0          |
| Südaustralien                | 10    | −1          |
| Tasmanien                    | 5     | ±0          |
| Australian Capital Territory | 3     | +1          |
| Nordterritorium              | 2     | ±0          |
| Gesamt                       | 151   | +1          |

## Ergebnisse

Ergebnisse nach Wahlkreisen

### Repräsentantenhaus
Das Ergebnis der Wahl zum Repräsentantenhaus wird in der folgenden Tabelle dargestellt. Aufgelistet sind alle Parteien, die mehr als 10.000 Stimmen erhielten. Der fehlende Stimmenanteil ist unter Sonstige zu finden.
| Partei                              | Partei | Stimmen    | Stimmen | Stimmen | Sitze  | Sitze | Sitze |
| Partei                              | Partei | Anzahl     | %       | ± (%p)  | Anzahl | ±     | in %  |
| ----------------------------------- | --- | ---------- | ------- | ------- | ------ | ----- | ----- |
|                                     | Australian Labor Party (ALP)                                                                                       | 4.752.110  | 33,34   | −1,39   | 68     | −1    | 45,0  |
|                                     | Liberal Party of Australia (LPA)                                                                                   | 3.989.413  | 27,99   | −0,68   | 44     | −1    | 29,1  |
|                                     | Australian Greens (Greens)                                                                                         | 1.482.923  | 10,40   | +0,17   | 1      | ±0    | 0,7   |
|                                     | Liberal National Party (LNP)                                                                                       | 1.236.401  | 8,67    | +0,15   | 23     | +2    | 15,2  |
|                                     | National Party of Australia (NPA)                                                                                  | 642.233    | 4,51    | −0,10   | 10     | ±0    | 6,6   |
|                                     | United Australia Party (UAP)                                                                                       | 488.817    | 3,43    | +3,43   | 0      | ±0    | 0,0   |
|                                     | Pauline Hanson’s One Nation (Nation)                                                                               | 438.587    | 3,08    | +1,79   | 0      | ±0    | 0,0   |
|                                     | Animal Justice Party (AJP)                                                                                         | 116.675    | 0,82    | +0,12   | 0      | ±0    | 0,0   |
|                                     | Christian Democratic Party (CDP)                                                                                   | 97.513     | 0,68    | −0,63   | 0      | ±0    | 0,0   |
|                                     | Fraser Anning's Conservative National Party (CNP)                                                                  | 77.203     | 0,54    | +0,54   | 0      | ±0    | 0,0   |
|                                     | Katter’s Australian Party (KAP)                                                                                    | 69.736     | 0,49    | −0,05   | 1      | ±0    | 0,7   |
|                                     | Centre Alliance (CA)                                                                                               | 46.931     | 0,33    | −1,52   | 1      | ±0    | 0,7   |
|                                     | Shooters, Fishers and Farmers Party (Shooters)                                                                     | 41.479     | 0,29    | +0,18   | 0      | ±0    | 0,0   |
|                                     | Country Liberal Party (CLP)                                                                                        | 38.837     | 0,27    | +0,03   | 0      | ±0    | 0,0   |
|                                     | Sustainable Australia (SA)                                                                                         | 35.618     | 0,25    | +0,25   | 0      | ±0    | 0,0   |
|                                     | Liberal Democratic Party (LDP)                                                                                     | 34.666     | 0,24    | −0,25   | 0      | ±0    | 0,0   |
|                                     | Derryn Hinch's Justice Party (DHJP)                                                                                | 26.803     | 0,19    | +0,07   | 0      | ±0    | 0,0   |
|                                     | Western Australia Party (WAP)                                                                                      | 25.298     | 0,18    | +0,18   | 0      | ±0    | 0,0   |
|                                     | Australian Christians (Christians)                                                                                 | 23.803     | 0,17    | −0,15   | 0      | ±0    | 0,0   |
|                                     | Democratic Labour Party (DLP)                                                                                      | 18.287     | 0,13    | +0,11   | 0      | ±0    | 0,0   |
|                                     | Rise Up Australia Party (RAP)                                                                                      | 14.032     | 0,10    | −0,41   | 0      | ±0    | 0,0   |
|                                     | Science Party | 12.617     | 0,09    | −0,02   | 0      | ±0    | 0,0   |
|                                     | Victorian Socialists                                                                                               | 12.453     | 0,09    | +0,09   | 0      | ±0    | 0,0   |
|                                     | Unabhängige | 479.836    | 3,37    | +0,56   | 3      | +1    | 2,0   |
|                                     | Sonstige | 51.081     | 0,36    | −2,46   | 0      | ±0    | 0,0   |
|                                     | |            |         |         |        |       |       |
| gültige Stimmen                     | gültige Stimmen | 14.253.352 | 94,46   | −0,49   | 151    | +1    | 100   |
| ungültige Stimmen                   | ungültige Stimmen                                                                                                  | 835.171    | 5,54    |         |        |       |       |
| Wahlbeteiligung (Wahlpflicht)       | Wahlbeteiligung (Wahlpflicht)                                                                                      | 15.088.523 | 91,89   |         |        |       |       |
| Wahlberechtigte                     | Wahlberechtigte | 16.419.543 | 100,0   |         |        |       |       |
|                                     | |            |         |         |        |       |       |
| Two-Party-preffered vote *          | |            |         |         |        |       |       |
|                                     | Koalition aus Liberal Party of Australia (LPA), Liberal National Party (LNP) und National Party of Australia (NPA) | 7.344.458  | 51,53   | +1,11   | 77     | +1    | 51,0  |
|                                     | Australian Labor Party                                                                                             | 6.278.347  | 48,47   | −1,17   | 68     | −1    | 45,0  |
| Quelle: Australische Wahlkommission | |            |         |         |        |       |       |

* Anzahl und Anteil der höheren Präferenzen von Labor bzw. Coalition
| Partei | Partei                            | NSW | VIC | QLD | WA | SA | TAS | ACT | NT | Gesamt (2019) | Gesamt (2016) |
| ------ | --------------------------------- | --- | --- | --- | -- | -- | --- | --- | -- | ------------- | ------------- |
|        | Australian Labor Party (ALP)      | 24  | 21  | 6   | 5  | 5  | 2   | 3   | 2  | 68            | 69            |
|        | Liberal Party of Australia (LPA)  | 15  | 12  | 0   | 11 | 4  | 2   | 0   | 0  | 44            | 45            |
|        | Liberal National Party (LNP)      | 0   | 0   | 23  | 0  | 0  | 0   | 0   | 0  | 23            | 21            |
|        | National Party of Australia (NPA) | 7   | 3   | 0   | 0  | 0  | 0   | 0   | 0  | 10            | 10            |
|        | Australian Greens (Greens)        | 0   | 1   | 0   | 0  | 0  | 0   | 0   | 0  | 1             | 1             |
|        | Katter’s Australian Party (KAP)   | 0   | 0   | 1   | 0  | 0  | 0   | 0   | 0  | 1             | 1             |
|        | Centre Alliance (CA)              | 0   | 0   | 0   | 0  | 1  | 0   | 0   | 0  | 1             | 1             |
|        | Unabhängige                       | 1   | 1   | 0   | 0  | 0  | 1   | 0   | 0  | 3             | 2             |
| Gesamt | Gesamt                            | 47  | 38  | 30  | 16 | 10 | 5   | 3   | 2  | 151           | 150           |

### Senat
Das Ergebnis der Wahl zum Senat wird in der folgenden Tabelle dargestellt. Aufgelistet sind alle Parteien, die in dieser oder in der letzten Legislaturperiode im Senat vertreten waren oder mehr als 0,5 % der Stimmen erhielten. Der fehlende Stimmenanteil ist unter Sonstige zu finden.
| Partei                              | Partei                                            | Partei                                            | Stimmen    | Stimmen | Stimmen | Sitze  | Sitze | Sitze |
| Partei                              | Partei                                            | Partei                                            | Anzahl     | %       | ± (%p)  | Anzahl | ±     | in %  |
| ----------------------------------- | ------------------------------------------------- | ------------------------------------------------- | ---------- | ------- | ------- | ------ | ----- | ----- |
|                                     | Liberal-nationale Koalition                       | Liberal-nationale Koalition                       | 5.548.142  | 38,11   | +2,93   | 35     | +5    | 46,1  |
|                                     | Wahlbündnis jeweils aus Teilen von LPA und NPA    | 3.152.483                                         | 21,59      | +1,58   | 12      | +2     | 15,8  |       |
|                                     | Liberal Party of Australia (LPA)                  | 1.204.039                                         | 8,24       | +0,53   | 16      | +2     | 21,1  |       |
|                                     | Liberal National Party (LNP)                      | 1.128.730                                         | 7,73       | +0,79   | 6       | +1     | 7,9   |       |
|                                     | Country Liberal Party (CLP)                       | 38.513                                            | 0,26       | −0,01   | 1       | ±0     | 1,3   |       |
|                                     | National Party of Australia (NPA)                 | 24.377                                            | 0,17       | −0,08   | 0       | ±0     | 0,0   |       |
|                                     | Australian Labor Party (ALP)                      | Australian Labor Party (ALP)                      | 4.204.313  | 28,79   | −1,02   | 26     | ±0    | 34,2  |
|                                     | Australian Greens (Greens)                        | Australian Greens (Greens)                        | 1.488.427  | 10,19   | +1,57   | 9      | ±0    | 11,8  |
|                                     | Pauline Hanson’s One Nation (Nation)              | Pauline Hanson’s One Nation (Nation)              | 788.203    | 5,40    | +1,12   | 2      | −2    | 2,6   |
|                                     | United Australia Party (UAP)                      | United Australia Party (UAP)                      | 345.199    | 2,36    | +2,36   | 0      | ±0    | 0,0   |
|                                     | HEMP                                              | HEMP                                              | 262.426    | 1,80    | +1,59   | 0      | ±0    | 0,0   |
|                                     | Shooters, Fishers and Farmers (Shooters)          | Shooters, Fishers and Farmers (Shooters)          | 253.267    | 1,73    | +0,34   | 0      | ±0    | 0,0   |
|                                     | Animal Justice Party (AJP)                        | Animal Justice Party (AJP)                        | 183.996    | 1,26    | +0,11   | 0      | ±0    | 0,0   |
|                                     | Liberal Democratic Party (LDP)                    | Liberal Democratic Party (LDP)                    | 169.735    | 1,16    | −1,00   | 0      | −1    | 0,0   |
|                                     | Democratic Labour Party (DLP)                     | Democratic Labour Party (DLP)                     | 149.970    | 1,03    | +0,35   | 0      | ±0    | 0,0   |
|                                     | Derryn Hinch's Justice Party (DHJP)               | Derryn Hinch's Justice Party (DHJP)               | 105.459    | 0,72    | −1,21   | 0      | −1    | 0,0   |
|                                     | Australian Conservatives (CON)                    | Australian Conservatives (CON)                    | 102.769    | 0,70    | −0,68   | 1      | ±0    | 0,0   |
|                                     | Christian Democratic Party (CDP)                  | Christian Democratic Party (CDP)                  | 94.301     | 0,65    | −0,52   | 0      | ±0    | 0,0   |
|                                     | Fraser Anning's Conservative National Party (CNP) | Fraser Anning's Conservative National Party (CNP) | 94.130     | 0,64    | +0,64   | 0      | ±0    | 0,0   |
|                                     | Jacqui Lambie Network (JLN)                       | Jacqui Lambie Network (JLN)                       | 31.383     | 0,21    | −0,29   | 1      | ±0    | 1,3   |
|                                     | Centre Alliance (CA)                              | Centre Alliance (CA)                              | 28.416     | 0,19    | −3,11   | 2      | −1    | 2,6   |
|                                     | Sonstige                                          | Sonstige                                          | 754.789    | 5,17    | −2,46   | 0      | ±0    | 0,0   |
|                                     |                                                   |                                                   |            |         |         |        |       |       |
| gültige Stimmen                     | gültige Stimmen                                   | gültige Stimmen                                   | 14.604.925 | 96,19   | +0,13   | 76     | ±0    | 100   |
| ungültige Stimmen                   | ungültige Stimmen                                 | ungültige Stimmen                                 | 579.160    | 3,81    |         |        |       |       |
| Wahlbeteiligung (Wahlpflicht)       | Wahlbeteiligung (Wahlpflicht)                     | Wahlbeteiligung (Wahlpflicht)                     | 15.184.085 | 92,48   |         |        |       |       |
| Wahlberechtigte                     | Wahlberechtigte                                   | Wahlberechtigte                                   | 16.419.543 | 100,0   |         |        |       |       |
| Quelle: Australische Wahlkommission |                                                   |                                                   |            |         |         |        |       |       |

In jedem Bundesstaat werden sechs der zwölf und in jedem Territorium zwei Senatoren neugewählt, sodass 40 der 76 Sitze neu besetzt werden.
| Partei | Partei                                           | NSW | VIC | QLD | WA | SA | TAS | ACT | NT | Neuwahl (2019) | Gesamt (2019) | Gesamt (2016) |
| ------ | ------------------------------------------------ | --- | --- | --- | -- | -- | --- | --- | -- | -------------- | ------------- | ------------- |
|        | Liberal-nationale Koalition (LPA, LNP, NPA, CLP) | 3   | 3   | 3   | 3  | 3  | 2   | 1   | 1  | 19             | 35            | 30            |
|        | Australian Labor Party (ALP)                     | 2   | 2   | 1   | 2  | 2  | 2   | 1   | 1  | 13             | 26            | 26            |
|        | Australian Greens (Greens)                       | 1   | 1   | 1   | 1  | 1  | 1   | 0   | 0  | 6              | 9             | 9             |
|        | Pauline Hanson’s One Nation (Nation)             | 0   | 0   | 1   | 0  | 0  | 0   | 0   | 0  | 1              | 2             | 4             |
|        | Centre Alliance (CA)                             | 0   | 0   | 0   | 0  | 0  | 0   | 0   | 0  | 0              | 2             | 3             |
|        | Sonstige                                         | 0   | 0   | 0   | 0  | 0  | 1   | 0   | 0  | 1              | 2             | 4             |
| Gesamt | Gesamt                                           | 6   | 6   | 6   | 6  | 6  | 6   | 2   | 2  | 40             | 76            | 76            |

## Folgen
Die Parlamentswahl führte im Repräsentantenhaus kaum zu Veränderungen. Nach dem Wahltag am 18. Mai war – ähnlich wie bei der letzten Wahl – zunächst unklar, welche Partei bzw. Koalition die künftige Regierung stellen würde und ob diese über eine absolute Mehrheit verfügen wird. Erst am nächsten Morgen stand ein aussagekräftiges Zwischenergebnis für das Repräsentantenhaus fest. Wichtigstes Ergebnis der Wahl war die äußerst knappe Bestätigung der absoluten Mehrheit der liberal-nationalen Koalitionsregierung unter Scott Morrison, die im Repräsentantenhaus nun über 77 der 151 Parlamentssitze verfügt. Dies ist ein Sitz mehr als nach der Wahl 2016. Insgesamt verlor die Regierungskoalition 0,6 Prozentpunkte, was vor allem auf die LPA zurückzuführen ist, die insgesamt knapp einen Prozentpunkt sowie einen Sitz verlor, während LNP und NPA weitgehend stabil blieben und die LNP ihre Sitzzahl sogar um zwei auf nunmehr 23 steigern konnte. Insgesamt erreichte die Koalition etwa 41,5 % der Stimmen. Die Country Liberal Party als kleinster Koalitionspartner konnte erneut keinen Sitz erringen, wenngleich sie leicht hinzugewann. Im Two-Party-preffered vote kam die Regierung mit 51,3 % erneut nur auf eine knappe Mehrheit, wenngleich sie diese leicht ausbauen konnte.
Die Labor-Partei konnte ihr primäres Wahlziel, die bürgerliche Koalition von der Regierung abzulösen, nicht erreichen und ging aus der Wahl leicht geschwächt hervor. Sie errang 33,3 % und 68 Sitze, was mit einem Verlust von 1,4 Prozentpunkten und einem Sitz einherging. Im Two-Party-preffered vote wurden 48,5 % erreicht, was einem Minus von etwas mehr als einem Prozentpunkt entspricht. Aufgrund des Wahlergebnisses kündigte Bill Shorten seinen Rücktritt vom Parteivorsitz an.
Die Grünen hielten ihren Stimmenanteil. Sie erreichten mit 10,4 % erneut ein zweistelliges Ergebnis und blieben drittstärkste Einzelpartei. Der einzige Unterhaussitz in einem Wahlkreis in Melbourne konnte gehalten werden.
Die sozialliberale Centre Alliance war 2016 noch als Nick Xenophon Team ins Rennen gegangen und hielt mit der Kandidatin Rebekha Sharkie im Wahlkreis Mayo (SA) ihren einzigen Parlamentssitz im Repräsentantenhaus. Sie musste jedoch massive Verluste hinnehmen und kam nur noch auf 0,3 % der Stimmen, was einem Verlust von 1,5 Prozentpunkten gegenüber der letzten Wahl entspricht. Auch Bob Katter konnte seinen Parlamentssitz verteidigen. Seine Partei hielt ihr Ergebnis von etwa 0,5 %.
Weiterhin erhielten lediglich die United Australia Party mit 3,4 % sowie Pauline Hanson’s One Nation mit 3,1 % Ergebnisse von über einem Prozent der Stimmen. Dies führte bedingt durch das Mehrheitswahlrecht jedoch zu keinem Sitz im Repräsentantenhaus, obwohl beide Parteien gegenüber der vorangegangenen Wahl deutlich zulegten.